# Imanol Estévez
Pour les articles homonymes, voir Estévez.
Estévez  Salas est un nom espagnol. Le premier nom de famille, en général paternel, est Estévez ; le second, en général maternel, souvent omis, est Salas.
Imanol Estévez Salas (né le 11 janvier 1993 à Vitoria-Gasteiz) est un coureur cycliste espagnol, professionnel entre 2015 et 2017.

## Biographie
En 2014, il s'illustre chez les amateurs en Espagne en remportant de nombreuses courses, comme le Tour de Cantabrie. 
En avril 2017, il annonce arrêter le cyclisme pour raisons personnelles et se consacrer à l'aviation.

## Palmarès

### Par année
- 2012
  - Klasika Lemoiz
  - Torneo Lehendakari
  - 2e du Mémorial Etxaniz
- 2013
  - Laudio Saria
  - San Bartolomé Saria
  - 2e de l'Ereñoko Udala Sari Nagusia
  - 2e du Soraluzeko Saria
  - 3e du Premio Ayuntamiento de Sopelana
  - 3e du Xanisteban Saria
- 2014
  - Circuito de Pascuas
  - San Isidro Sari Nagusia
  - Pentekostes Saria
  - Premio Nuestra Señora de Oro
  - Antzuola Saria
  - 4e étape du Tour de León
  - Subida a Altzo
  - Circuito Aiala
  - 4e étape du Tour de Palencia
  - Tour de Cantabrie :
    - Classement général
    - 2e étape

  - 2e de la Leintz Bailarari Itzulia
  - 2e du Zaldibia Sari Nagusia
  - 3e de la Subida a Gorla
  - 3e du Dorletako Ama Saria
  - 3e du Tour de Zamora
- 2016
  - 1re étape du Tour de l'Alentejo

### Classements mondiaux
| Année           | 2015   | 2016 |
| --------------- | ------ | ---- |
| UCI Europe Tour | 1 056e | 898e |